# Eugène de Bassano
Pour les articles homonymes, voir Bassano.
Eugène de Bassano, connu sous le nom de marquis de Bassano, de son vrai nom Hughes Joseph Eugène Maret de Bassano, est un explorateur de mine, entrepreneur et homme politique français. Il fait partie des cinq fils de Hugues-Bernard Maret (duc de Bassano).

## Biographie
Eugène de Bassano est né le 5 novembre 1806. Il est l'un des cinq fils de Hugues-Bernard Maret, qui a été élevé au titre de duc de Bassano par Napoléon Ier en 1809.
Pour exploiter les houillères de Blanzy, Eugène de Bassano et Jules Chagot fondent le 5 avril 1833   la "Compagnie des Mines de Houille de Blanzy, Jules Chagot, Eugène de Bassano et Cie". Bassano est alors chargé de la partie industrielle.
En 1836, Eugène se retire de la compagnie qui est dissoute en 1836, et remplacée en 1838 par la société Jules Chagot, Perret-Morrin et Cie.

## Publications
- Eugène de Bassano et E. de Solms, Pétition à l'Assemblée nationale. Projet de colonisation de l'Algérie par l'association, Paris, Imprimerie Edouard Proux et Cie, 12 septembre 1848, 53 p. (lire en ligne)[4]